# Kazimiera Szklanowska
Kazimiera Szklanowska (ur. 19 września 1930 w Lublinie, zm. 22 grudnia 2020 tamże) – polska biolog, profesor nauk przyrodniczych.

## Życiorys
W 1956 ukończyła studia na Uniwersytecie Marii Curie-Skłodowskiej w Lublinie, w 1963 obroniła pracę doktorską, w 1972 otrzymała stopień doktora habilitowanego. W 1985 uzyskała tytuł profesora nauk przyrodniczych.
Pracowała w Katedrze Botaniki na Wydziale Ogrodniczym Akademii Rolniczej w Lublinie.

## Odznaczenia i wyróżnienia
- 1986: Krzyż Orderu Odrodzenia Polski[1]
- 1983: Medal Komisji Edukacji Narodowej[1]
- 1977: Złoty Krzyż Zasługi[1]
- 1974, 1981: Nagroda III stopnia Min. NSzWiT[1]